# Pfullendorf
Pfullendorf è un comune tedesco di 13 616 abitanti, situato nel land del Baden-Württemberg.